# 過テクネチウム酸塩

過テクネチウム(VII)酸イオン

過テクネチウム酸塩（かテクネチウムさんえん、英: pertechnetate）は、オキソアニオンである過テクネチウム酸イオン TcO4- を含む化合物である。放射性元素であるテクネチウム Tc の便利な水溶性塩として用いられる。特に、いくつかの核医学検査で一般的に使われる 99mTc（半減期6時間）の運び屋として用いられる。
過テクネチウム酸塩は過テクネチウム酸の塩である。過マンガン酸塩のアナログであるが、酸化力は低い。

## 99mTc の運び屋としての過テクネチウム酸塩の使用
テクネチウム99mジェネレータ (別名: cow) は、医療用の半減期が短い放射性同位体 99mTc を含む過テクネチウム酸塩を供給する。99mTc はジェネレータの中でアルミナに担持された 99MoO42- から直接発生する。過テクネチウム酸塩は、甲状腺上皮細胞中の Na/I Symporter (NIS) チャネルのヨウ素を置換できるので、甲状腺上皮細胞へのヨウ素の取り込みを阻止することができる。99mTc-過テクネチウム酸塩は甲状腺の画像診断に用いられる。
メッケル憩室の診断で行われるように、99mTc で標識された過テクネチウム酸塩は、異所性胃組織の検査のために投与されるマーカーでもある。この画像診断法は、別名“メッケルスキャン”として知られる。

## 放射能を利用しない過テクネチウム酸塩の使用
すべてのテクネチウム塩は穏やかな放射能をもっているが、その一部は化学的性質について研究されている。これらの利用においてはその放射能は付帯的で、通常最小の放射能の（最も半減期が長い）Tc が用いられる。特に核医学検査に利用される 99mTcの崩壊生成物であり、その核異性体でもある 99Tc（半減期211,000年）が腐食研究に用いられる。理論的には、最長の半減期をもつ 97Tc（半減期260万年）が最適な同位体であるとされる。
過テクネチウム酸塩の溶液は、鉄の表面で反応し酸化テクネチウム(IV)を形成するため、陽極の防食剤として働くことができる。